# کاسترینیانو د جرچی
کاسترینیانو د جرچی (به ایتالیایی: Castrignano de' Greci) یک کومونه در ایتالیا است که در استان لچه واقع شده‌است.

## خصوصیات
کاسترینیانو د جرچی ۹ کیلومترمربع مساحت و ۴٬۱۰۷ نفر جمعیت دارد و ۹۰ متر بالاتر از سطح دریا واقع شده‌است.